# カナダのロー・スクール一覧
カナダの多くのロー・スクールは、カナダの公立大学の学部または提携校として運営されている。 20の法科大学院がコモンロー教育を提供しているのに対し、7つの学校は大陸法教育を提供している。ほとんどのカナダの州の司法制度はコモンロー制度の下で運営されているが、ケベック州は私法の問題に大陸法制度を使用している。その結果、大陸法の学校教育を提供するほとんどのカナダのロー・スクールはケベック州に拠点を置いている。

## カナダの法学教育
一般的にカナダの法学部への入学は、主に学生の以前の成績と、英語のコモンロープログラムの場合は、ロー・スクール入試（LSAT）でのスコアの組み合わせに基づいている。カルガリー大学、ウィンザー大学、マギル大学などの総合法科大学院への入学は、専門学位、実務経験、コミュニティへの関与、個人的な性格、課外活動、参考文献などの要素が考慮されることがあるが、LSATはMCATやGMATなどの他の分野の同等の標準化された試験よりもはるかに入学を判定される試験として存続している。デュアルカリキュラム、バイリンガルのマギル大学法学部を含むケベック州のロー・スクールでは、スコアは一般的に考慮されるが、申請者はLSATを受験する必要はない。また、モンクトン大学ロー・スクールとオタワ大学法学部でのフランス語のコモンロープログラムにも必要ない。
カナダのすべてのロー・スクールは公立大学と提携しているため、公立の機関となる。この状況は、学校間の生徒と指導の品質格差を減らすために役立っているとされている。 各ロー・スクールの年間入学数には限りがあるため、カナダのすべてのロー・スクールへの入学は非常に競争が激しく、ほとんどのロー・スクールは定員よりもはるかに多くの志願者数の申請を受領している。ほとんどの学校はそれぞれの地域に焦点を当てており、多くの卒業生は学校がある地域にとどまっているが、ロー・スクールの質は比較的均一であるため、卒業生は地理的な影響は受けない。
法務博士（J.D.）、法学士（LL.B.）、または大陸法学士（B.C.L.）を修了した後、学生は約1年間徒弟契約で雇われなければならない。（ケベックでは、6か月の段階が徒弟契約に相当します）。カナダで法律業を実践するには、徒弟契約の職が不足していることが多く、徒弟契約の完了が必須の為に低グレードの学生にとってはハードルが高くなる可能性がある。徒弟契約には、最低5年間開業している州弁護士の免許を持った弁護士の監督下で、低い初任給での実地訓練が含まれる。 10〜16か月の徒弟契約後に弁護士の資格を得た後、自由に弁護士の業務ができるようになる。多くの弁護士は、徒弟契約した同じ弁護士または事務所に雇われているが、独立して弁護士を始めるか、異なる雇用主との職を受け入れることを選択する人もいる。その他には、法律の個人開業をせず、政府または業界で弁護士として、または法律関連の立場で働くことができる。

## コモンローを教授するロースクール
| 学校名                                                             | 州(市)                                   | 学位 | タイプ | 創立年 |
| ------------------------------------------------------------------ | ---------------------------------------- | ---- | ------ | ------ |
| ダルハウジー大学 シューリック ロー・スクール                       | ノバスコシア (ハリファックス)            | J.D. | 公立   | 1883   |
| レイクヘッド大学 ボラ ラスキン 法学部                              | オンタリオ (サンダーベイ)                | J.D. | 公立   | 2013   |
| マギル大学 法学部                                                  | ケベック (モントリオール)                | J.D. | 公立   | 1968   |
| クイーンズ大学 法学部                                              | オンタリオ (キングストン)                | J.D. | 公立   | 1957   |
| トンプソンズリバーズ大学, 法学部                                   | ブリティッシュコロンビア (カムループス)  | J.D. | 公立   | 2011   |
| ライアソン大学 法学部                                              | オンタリオ (トロント)                    | J.D. | 公立   | 2019   |
| アルバータ大学 法学部                                              | アルバータ (エドモントン)                | J.D. | 公立   | 1912   |
| ブリティッシュコロンビア大学 ピーター A. アラード ・ロー・スクール | ブリティッシュコロンビア (バンクーバー)  | J.D. | 公立   | 1945   |
| カルガリー大学 法学部                                              | アルバータ (カルガリー)                  | J.D. | 公立   | 1976   |
| マニトバ大学 ロビンソン ホール 法学部                              | マニトバ (ウィニペグ)                    | J.D. | 公立   | 1914   |
| ニューブランズウィック大学 法学部                                  | ニューブランズウィック (フレデリクトン ) | J.D. | 公立   | 1892   |
| オタワ大学 法学部                                                  | オンタリオ (オタワ)                      | J.D. | 公立   | 1953   |
| サスカチュワン大学 法学部                                          | サスカチュワン (サスカトゥーン)          | J.D. | 公立   | 1912   |
| トロント大学 法学部                                                | オンタリオ (トロント)                    | J.D. | 公立   | 1949   |
| ビクトリア大学 法学部                                              | ブリティッシュコロンビア (ビクトリア)    | J.D. | 公立   | 1975   |
| ウェスタンオンタリオ大学 法学部                                    | オンタリオ (ロンドン)                    | J.D. | 公立   | 1959   |
| ウィンザー大学 法学部                                              | オンタリオ (ウィンザー)                  | J.D. | 公立   | 1967   |
| モンクトン大学 ・ロー・スクール                                    | ニューブランズウィック (モンクトン)      | J.D. | 公立   | 1978   |
| モントリオール大学 法学部                                          | ケベック (モントリオール)                | J.D. | 公立   | 2011   |
| ヨーク大学 オズグード ホール ・ロー・スクール                      | オンタリオ (トロント)                    | J.D. | 公立   | 1889   |

## 大陸法を教授するロースクール
| 学校名                                  | 州・準州（市）             | 学位   | タイプ | 創立年 |
| --------------------------------------- | -------------------------- | ------ | ------ | ------ |
| ラヴァル大学 法学部                     | ケベック（ケベックシティ） | LL.B.  | 公立   | 1852年 |
| マギル大学 法学部                       | ケベック（モントリオール） | B.C.L. | 公立   | 1848年 |
| モントリオール大学 法学部               | ケベック（モントリオール） | LL.B.  | 公立   | 1892年 |
| オタワ大学 法学部                       | オンタリオ（オタワ）       | LL.L.  | 公立   | 1953年 |
| ケベック大学モントリオール校 法学政治部 | ケベック（モントリオール） | LL.B.  | 公立   | 1969年 |
| シャーブルック大学 法学部               | ケベック（シャーブルック） | LL.B.  | 公立   | 1954年 |
| アキツイハック ・ロー・スクール         | ヌナブト準州（イカルイト） | LL.B.  |        | 2013年 |

## 二重法学位または法制度の選択を提供している大学
- クイーンズ大学 法学部
  - コモンローの法学博士号を取得して卒業予定のクイーンズ大学法学部の学生は、シャーブルック大学法学部の1学年のみで大陸法学位が取得できる複合学位プログラムへの入学希望を3月までに申請することができる。
- オズグード ホール ・ロー・スクール
  - モントリオール大学法学部で1年間追加して修了すれば大陸法のB.C.L.の学位が取得できる。
- オタワ大学 法学部
  - カナダ法プログラム (PDC: Program de droit canadien) を3年間修了すると、コモンロー (JD) および大陸法（LL.L.) の学位が同時に取得できます。 これは、20人の例外的な候補者のみが利用できるエリートシングルストリームプログラムです。 [1]または、コモンローまたは民法の学位のいずれかを修了して、追加１年して他の学位を取得することができます。 [2]オタワ大学で2年間および、ミシガン州立大学ロースクールまたはアメリカン大学ワシントンロースクールいずれかで2年間修了すると、カナダのコモンローと米国法の学位 (ダブルJD) が取得できる。
- マギル大学 法学部
  - 必須である「トランスシステミック」プログラムを通じて、3年、3年半、または4年間（学生の選択による）を修了すると、大陸法(B.C .L.) およびコモンローの学位が取得できる。(1999年、このシングルストリームプログラムは、1968年から実施されていたデュアルストリームの全国プログラムから入れ替わりました。)
- モントリオール大学 法学部
  - オズグード ホール ・ロー・スクール で1年間追加して修了すれば、コモンローの法学博士号を取得できる。モントリオール大学には、法学の3年目にL.L.Bが受講できる独自のJDプログラムがある。
- シャーブルック大学 法学部
  - 1年間追加して修了すれば、コモンローとトランスナショナル法の法学博士号が取得できる。
- ウィンザー大学法学部
  - カナダのコモンローの学位（JD）を取得して、デトロイトマーシー大学 ロー・スクールにて3年間を修了すると、米国法の学位（JD）が取得できる。